# Sodnomcerengijn Nacagdordż
Sodnomcerengijn Nacagdordż (mong. Содномцэрэнгийн Нацагдорж, ur. 10 września 1938) – mongolski biegacz narciarski, olimpijczyk.
Na zimowych igrzyskach olimpijskich w Innsbrucku wziął udział w biegach na 15 i 30 kilometrów zajmując odpowiednio 64. i 57. pozycję.